# Ratpenat de la Baixa Califòrnia
El ratpenat de la Baixa Califòrnia (Myotis peninsularis) és una espècie de ratpenat de la família dels vespertiliònids. És endèmic del sud de la Baixa Califòrnia (Mèxic). Els seus hàbitats naturals són els matollars desèrtics, els boscos caducifolis tropicals, les rouredes i els boscos de pins i roures. Està amenaçat per la pèrdua d'hàbitat.